# Orlando Thunder
Els Orlando Thunder van ser una franquícia de futbol americà que participà en la World League de futbol americà durant els anys 1991 i 1992. Fou finalista de la World Bowl l'any 1992. Amb la suspensió d'operacions de la competició de l'any 1992 l'equip va desaparèixer. Disputà els seus partits al Citrus Bowl d'Orlando.